# 南海街道 (驻马店市)
南海街道，是中华人民共和国河南省驻马店市驿城区下辖的一个乡镇级行政单位。

## 行政区划
南海街道下辖以下地区：
南海社区、光明社区、练江社区和安楼社区。